# Isarn I de Pallars
Isarn I de Pallars (? - 948?), infant de Ribagorça i comte de Pallars (920-948).

## Orígens familiars
Fill del comte Ramon II de Pallars i Ribagorça i la seva esposa Guinigenta de Conflent.
|  |                                    |  |  |  |  |  |  |  |  |  |  |  |  |  |  |  |
|  | 8. Fulcoald de Roergue             |  |  |  |  |  |  |  |  |  |  |  |  |  |  |  |
|  |                                    |  |  |  |  |  |  |  |  |  |  |  |  |  |  |  |
|  |                                    |  |  |  |  |  |  |  |  |  |  |  |  |  |  |  |
|  | 4. Llop I de Bigorra               |  |  |  |  |  |  |  |  |  |  |  |  |  |  |  |
|  |                                    |  |  |  |  |  |  |  |  |  |  |  |  |  |  |  |
|  |                                    |  |  |  |  |  |  |  |  |  |  |  |  |  |  |  |
|  | 9. Senegunda                       |  |  |  |  |  |  |  |  |  |  |  |  |  |  |  |
|  |                                    |  |  |  |  |  |  |  |  |  |  |  |  |  |  |  |
|  |                                    |  |  |  |  |  |  |  |  |  |  |  |  |  |  |  |
|  | 2. Ramon II de Pallars i Ribagorça |  |  |  |  |  |  |  |  |  |  |  |  |  |  |  |
|  |                                    |  |  |  |  |  |  |  |  |  |  |  |  |  |  |  |
|  |                                    |  |  |  |  |  |  |  |  |  |  |  |  |  |  |  |
|  | 10. Ramon I de Tolosa              |  |  |  |  |  |  |  |  |  |  |  |  |  |  |  |
|  |                                    |  |  |  |  |  |  |  |  |  |  |  |  |  |  |  |
|  |                                    |  |  |  |  |  |  |  |  |  |  |  |  |  |  |  |
|  | 5. Faquilena de Roergue            |  |  |  |  |  |  |  |  |  |  |  |  |  |  |  |
|  |                                    |  |  |  |  |  |  |  |  |  |  |  |  |  |  |  |
|  |                                    |  |  |  |  |  |  |  |  |  |  |  |  |  |  |  |
|  | 11. Berta de Reims                 |  |  |  |  |  |  |  |  |  |  |  |  |  |  |  |
|  |                                    |  |  |  |  |  |  |  |  |  |  |  |  |  |  |  |
|  |                                    |  |  |  |  |  |  |  |  |  |  |  |  |  |  |  |
|  | 1. Isarn I de Pallars              |  |  |  |  |  |  |  |  |  |  |  |  |  |  |  |
|  |                                    |  |  |  |  |  |  |  |  |  |  |  |  |  |  |  |
|  |                                    |  |  |  |  |  |  |  |  |  |  |  |  |  |  |  |
|  | 6. Asnar Dató                      |  |  |  |  |  |  |  |  |  |  |  |  |  |  |  |
|  |                                    |  |  |  |  |  |  |  |  |  |  |  |  |  |  |  |
|  |                                    |  |  |  |  |  |  |  |  |  |  |  |  |  |  |  |
|  | 3. Guinegenta                      |  |  |  |  |  |  |  |  |  |  |  |  |  |  |  |
|  |                                    |  |  |  |  |  |  |  |  |  |  |  |  |  |  |  |
|  |                                    |  |  |  |  |  |  |  |  |  |  |  |  |  |  |  |
|  | 7. ?                               |  |  |  |  |  |  |  |  |  |  |  |  |  |  |  |
|  |                                    |  |  |  |  |  |  |  |  |  |  |  |  |  |  |  |
|  |                                    |  |  |  |  |  |  |  |  |  |  |  |  |  |  |  |

## Vida política
Tot i que el seu pare establí relacions amb Muhamad ibn Llop de Saragossa, que foren fructíferes, els darrers anys del seu govern foren molt durs entre altres coses pel conflicte amb el fill del seu antic aliat. Després d'una devastadora ràtzia de Llop ibn Muhàmmad al Pallars l'any 904 Isarn fou fet presoner i restà com a ostatge a la Tudela islàmica durant catorze anys. Des del 918 apareix associat al govern del seu pare. A la mort d'aquest els seus fills es repartiren els territoris seguint l'herència. Així Isarn i el seu germà Llop reberen el comtat de Pallars mentre el seu germà gran Bernat i Miró reberen el comtat de Ribagorça, de manera que es formen dos comtats independents l'un de l'altre. Tots dos governaren conjuntament el comtat fins al 947. Sembla que Isarn, a la mort del seu germà Llop I de Pallars, decidí retirar-se i deixà el seu govern en mans dels seus nebots, però no queda gaire clar el perquè. Se sospita que no trigà a morir.

## Núpcies i descendents
Es casà en dues ocasions, la primera amb una dama anomenada Senegunda i la segona amb Adelaida. Es desconeix de qui foren els fills:
- l'infant Guillem de Pallars (?-950)
- la infanta Ermengarda de Pallars, abadessa de Sant Pere del Burgal.[5]